# サイコビリー
サイコビリー（Psychobilly）は、1980年代にロカビリーから派生した音楽のジャンル。ホラー・パンクの影響を受けている。

## 概要
「サイコビリー」という言葉自体は、1976年にリリースされたジョニー・キャッシュの「One Piece At A Time」で使われたのが初めてとされる。
ザ・クランプスのポイズン・アイビー・ロールシャッハは、「サイコビリー」の言葉が生まれた時、ザ・クランプスらは、あまり意識的でなかったと語っている。

## 歴史
初期の代表的バンドにはザ・クランプス、メテオーズ、フレンジー、バットモービル、グァナ・バッツ等がいた。メテオーズはサイコビリーの創始者とされている。

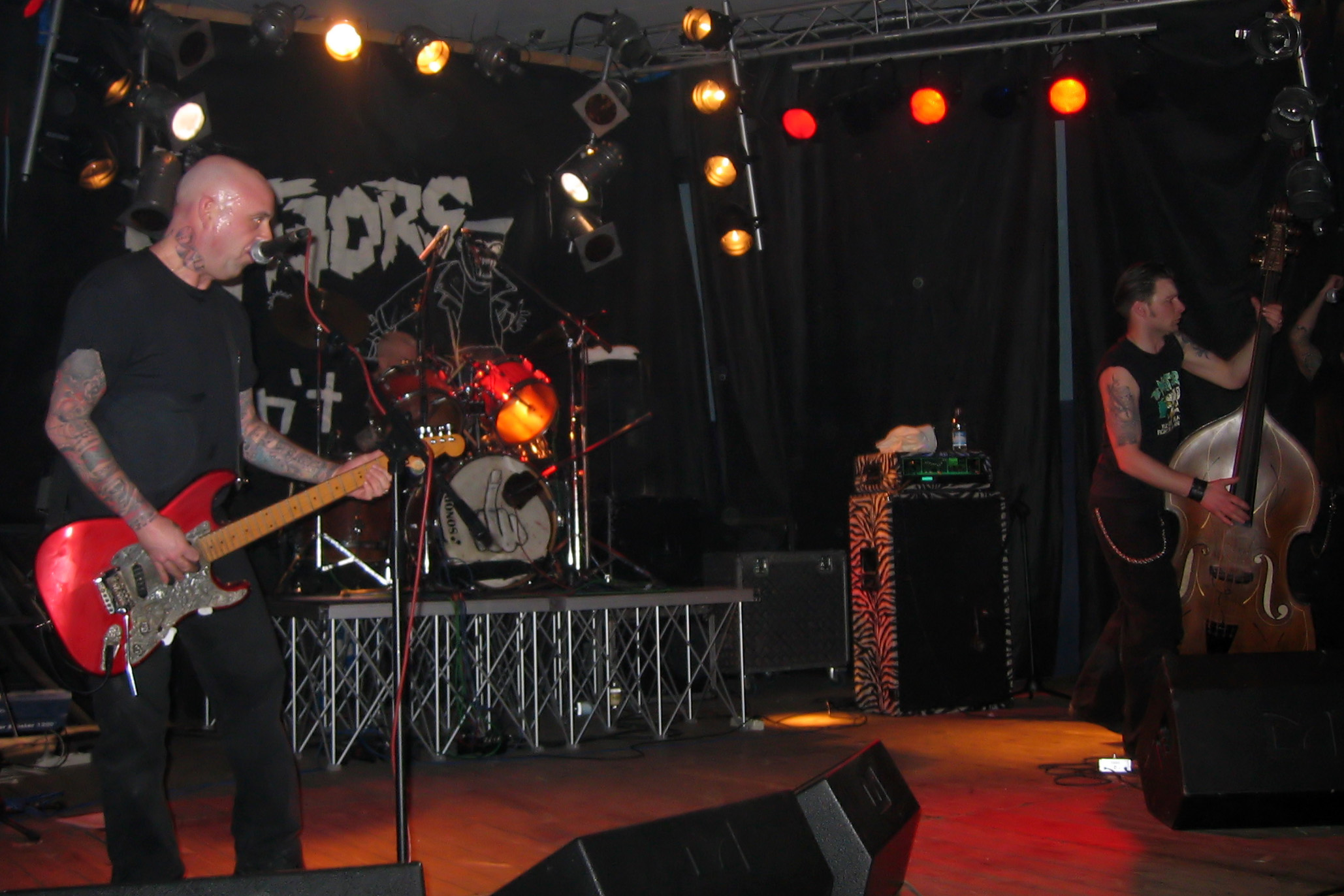
メテオーズ

ネオロカビリーのバンドからの影響も見られる。ウッドベースでのスラップ奏法を多用した激しい演奏がサイコビリー共通の特徴であり、ほとんどのバンドが同様の形式をとっている。演奏の特性上、ピックアップはノイズやハウリングに強いEMGが良く使われるが、スラップ音も重視されるため、別のピックアップマイクで指板裏から直接アタック音を拾うことが多い。
ギターは、特に初期においてはロカビリー同様グレッチなどのセミアコの使用が多かったが、後にメタルやハードコア傾向の強いバンドはソリッドギターの使用も増え、幅は広くなっている。プレイにおいてもギャロップ奏法を駆使したホットリックを弾くギタリストもいれば、ほとんどパワーコードのみの場合もある。
前述の通り現在は音楽的に色々なジャンルの影響を受けた様々なスタイルのサイコビリー・バンドが存在し、それらと区別するために1980年代末くらいまでの比較的ベーシックなスタイルを「初期サイコ」と呼ぶ傾向もある。
ヘアスタイルに関しては、トップを残しサイドを刈り(剃り)上げた「サイコ刈り」「フラットトップ」と呼ばれるスタイルが特徴的である。また、バンドによっては、血のりや特殊メイクを用いている場合もある。服装はロカビリーとパンク双方の影響が強く、エドワードジャケットや鋲の付いたライダースジャケットなどが定番である。また、1980年代という時代背景もありスケーターファッションも一部取り入れられた。靴もラバーソール、ドクターマーチン等を履くスタイルが多く、パンツの裾はブーツインする場合がほとんどである。こういったスタイルの中において上記のサイコ刈りという髪型をしているものはパンクスに対してサイコスと呼ばれ区別されている。

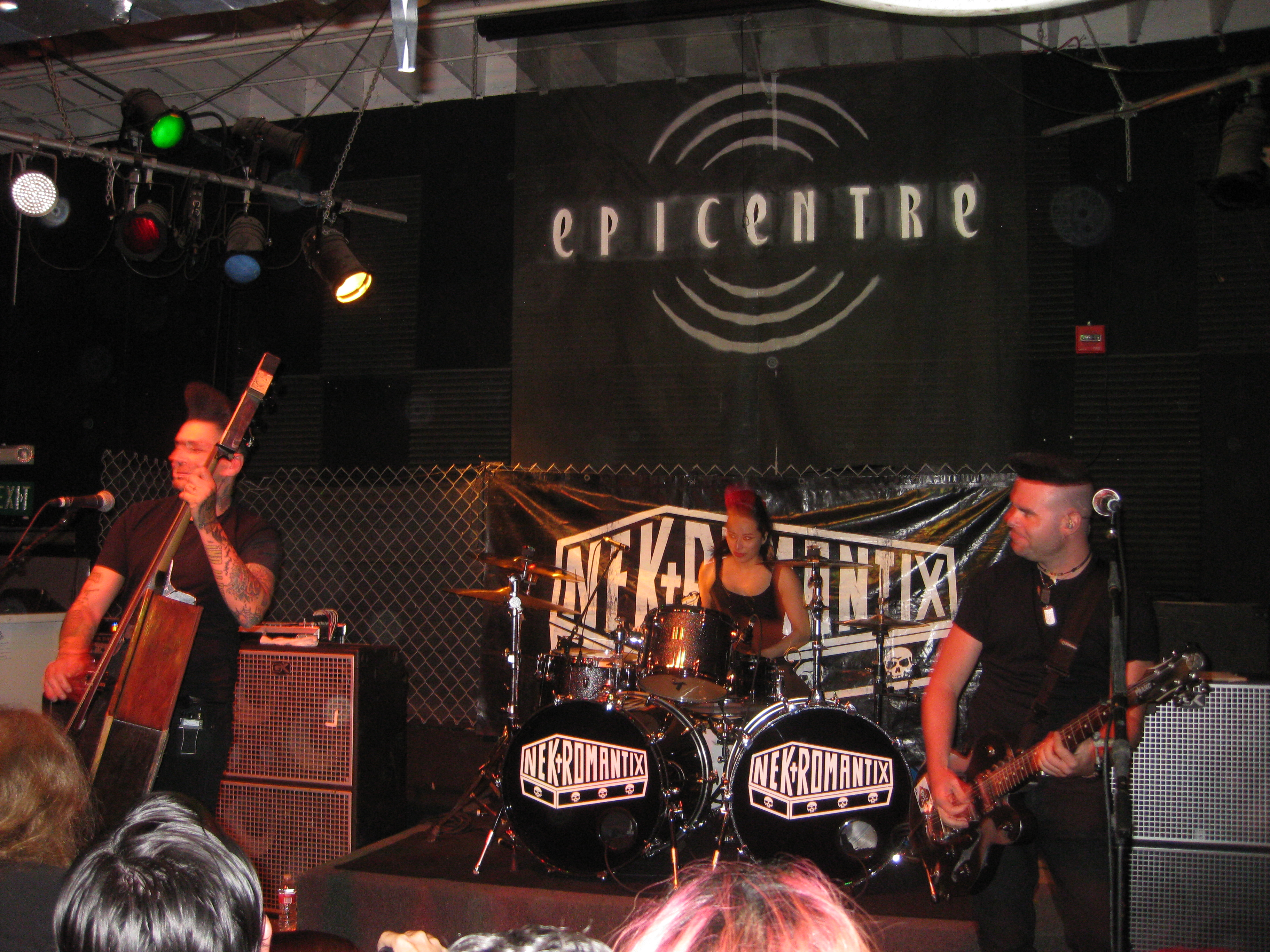
ネクロマンティクス

サイコビリーのライブには「レッキング（パンチ合戦）」と呼ばれる特有のモッシュが存在し、これは周りの者と殴り合うというものである。当事者の中には見えないルールがあるようで、笑顔で殴り合い、ケンカらしいケンカは不思議と起こらない。

## 主なミュージシャン
- ディメンテッド・アー・ゴー (Demented are Go)
- ネクロマンティクス (Nekromantix)
- バットモービル (Batmobile)
- マッド・シン (Mad Sin)
- フランティック・フリントストーンズ (Frantic Flintstones)
- The Long Tall Texans
- Coffin Nails
- メテオーズ (The Meteors)
- King Kurt
- Tiger Army
- Klingonz
- Frenzy
- The Creepshow
- The Brains

### 日本のバンド
- ノイロウゼ
- Mad Mongols
- Red Hot Rockin' Hood
- デスマーチ艦隊
- THE PSYCLOCKS
- BATTLE OF NINJAMANZ
- SCABROX
- CHICKEN JUMP SKIPS
- SPY-X
- HI-NOMADY
- HYDRO STOMPERS
- PHARAOH
- GIGANTIX
- SPIKE
- ZO-RO-ME
- CRACKS
- Bobby's bar
- FRANKLIN
- ゴッサム団長
- グーニーズ